# Црква Светог Марка у Јаковцу
Црква Светог Марка у Јаковцу, у општини Ћићевац је саграђена у 15. веку и представља непокретно културно добро као споменик културе од великог значаја.

## Положај и изглед
Полупорушена црква налази се на заравни високо у Мојсињској планини. То је највећа црква у групи мојсињских манастира и цркава. Триконхалне је основе, са припратом. Апсиде су јој полукружне: олтарска широка и релативно плитка, без одељених просторија за проскомидију и ђаконикон и мање бочне. На северном и јужном зиду сачуван је почетак полуобличастог свода којим је црква била покривена. Зидана је ломљеним и притесаним каменом, а опека је служила за изравнавање редова. Апсиде су изведене тесаном сигом. Под је био поплочан квадратном опеком. Првобитно је била малтерисана, а унутрашњост је била декорисана фрескама, очуваним у фрагментима који не пружају довољно података о стилским одликама. Забелешка с краја прошлог века сведочи да су у једној од манастирских грађевина археолошки откривени новчићи цара Душана и кнеза Лазара.
Њен архитектонски изглед је датује у период турске владавине пре него у време деспотовине.